# BCmot VIIb
A MÁV BCmot  VIIb  egy de Gion-Bouton rendszerű gőzmotorkocsi volt a MÁV-nál.
A MÁV első 3 db-os motorkocsi megrendelésének harmadik tagja a VIIb jellegű BCmot 03003 (később BCmot 06103) pályaszámú motorkocsi kivitele némileg eltért az első két kocsitól. A Ganz 15718 számú jellegrajz alapján készült, külső megjelenésében a nagyvasúti személykocsikra hasonlított: az utastéri oldalablakok keskenyebbek, míg az ablakok közötti oldalmezők szélesebbek voltak. A III. osztályú utastér 4-gyel kevesebb ülőhellyel készült. Helyükön a középső előtérből nyíló árnyékszéket képeztek ki.
Gépészeti berendezései megegyeztek a BCmot VIIa típussal, a műszaki adatokban lévő eltérések a táblázatból kiolvashatóak.